# Wilków (powiat Opolski)
Wilków is een dorp in het Poolse woiwodschap lubelskie, in het district Opolski (Lublin). De plaats maakt deel uit van de gemeente Wilków.